# 岩沢愿彦
岩沢 愿彦（いわさわ よしひこ、1921年 - ）は、日本の歴史学者。東京大学史料編纂所教授を経て、東京大学名誉教授。

## 略歴
國學院大學史学科卒。1948年東京大学史料編纂所勤務、62年助手、70年助教授、73年教授、82年定年退官、名誉教授、日本大学文理学部教授。神奈川県川崎市に居住した。
高柳光壽、桑田忠親、奥野高廣らと共に、昭和初期に活躍した國學院大學系の歴史学者である。特に奥野高廣と共同校注した『信長公記』（角川文庫・1969年）は現在でも広く利用されている。また織田信長、豊臣秀吉期の史料研究を展開し、「山城・近江における豊臣氏の蔵入地について」（『歴史学研究』288号、1964年）、「石田三成の近江佐和山領有」（高柳光寿博士頌寿記念会編『戦乱と人物』吉川弘文館、1968年）、「本能寺の変拾遺-『日々記』所収天正十年夏記について」（『歴史地理』 91巻4号、 1968年）などの重要な論文を発表し、戦国史解明に貢献した。

## 著作
- 『前田利家 (人物叢書)』吉川弘文館、1966年

### 校訂
- 田畑喜右ヱ門 撰『断家譜』第1-3 斎木一馬共校訂　続群書類従完成会、1968-69年
- 太田牛一『信長公記』奥野高広共校注　角川文庫、1969年
- 『徳川諸家系譜』第1-2　斎木一馬、戸原純一共校訂　続群書類従完成会、1970-74年
- 『系図纂要』第1-15冊別冊3 宝月圭吾共監修　名著出版、1973-75年
- 『古文書文例大字典』小川信、林睦朗共編　柏書房、1980年
- 『史料纂集 古文書編 賀茂別雷神社文書 第1』奥野高広共校訂　続群書類従完成会、1988年